# Divisão Tudor Vladimirescu
A Divisão Tudor Vladimirescu, nome completo 1ª Divisão de Infantaria Voluntária Romena "Tudor Vladimirescu – Debrecen", foi uma divisão de romenos organizada pelos soviéticos que lutou contra a Alemanha e a Hungria durante o último ano da Segunda Guerra Mundial.

## Criação
Nomeada em homenagem a Tudor Vladimirescu, o líder da revolta da Valáquia de 1821, a divisão foi formada por prisioneiros de guerra romenos em outubro de 1943,  sob o comando do Brigadeiro-General Nicolae Cambrea.

## Serviço em tempo de guerra
A divisão marchou em Bucareste em 29 de agosto de 1944, como libertadores, libertando a cidade junto com as unidades do Exército Romeno quando a Romênia deixou as Potências do Eixo e atacou as tropas alemãs estacionadas no país. 
A divisão, ainda sob controle soviético, viu combate real durante os meses finais da guerra na Transilvânia, Hungria e Tchecoslováquia, desempenhando um papel fundamental na tomada soviética de Debrecen, na Hungria, em outubro de 1944. As perdas em combate foram pesadas: em março de 1945, a força da divisão havia caído para 4.436 homens. 

Em março de 1945, a divisão foi retirada das linhas de frente, mas permaneceu sob o controle operacional da 2ª Frente Ucraniana até 15 de agosto de 1945. 

## Papel político do pós-guerra
No final de 1945, a divisão foi relatada como tendo sido integrada ao 4º Exército romeno. Implacavelmente politizada por seus líderes comunistas, a Divisão Tudor Vladimirescu se tornou uma formação militar politicamente confiável dos comunistas romenos. Junto com outra unidade comunista romena, a Horea, Divisão Cloșca și Crișan, e apoiada por dezenas de milhares de tropas do Exército Vermelho, a Divisão Tudor Vladimirescu desempenhou um papel fundamental na imposição do regime comunista na Romênia após a guerra. As duas divisões comunistas foram integradas ao Exército Romeno em 22 de agosto de 1945. A Divisão Tudor Vladimirescu foi convertida em uma divisão blindada em 1947, enquanto o exército regular romeno foi reduzido para quatro divisões  sem tanques, fornecendo assim aos comunistas romenos os trunfos da mobilidade e do poder de fogo caso ocorresse um conflito com elementos anticomunistas no exército romeno.
A Divisão foi convertida na 1ª Divisão Blindada em 1947, depois no 5º Corpo de Tanques, seguido pelo 47º Corpo de Tanques e, finalmente, recebeu o nome de 37ª Divisão Mecanizada, que se tornou em 1957 uma Divisão Mecanizada.
Na década de 1950, durante a ocupação soviética da Romênia, oficiais soviéticos foram empregados como conselheiros. Subunidades, como batalhões e companhias, eram acompanhadas por oficiais políticos. Depois de 1956-1957, os oficiais da divisão juvenil foram designados para três anos em escolas militares ou outras escolas em Sibiu.

## Galeria

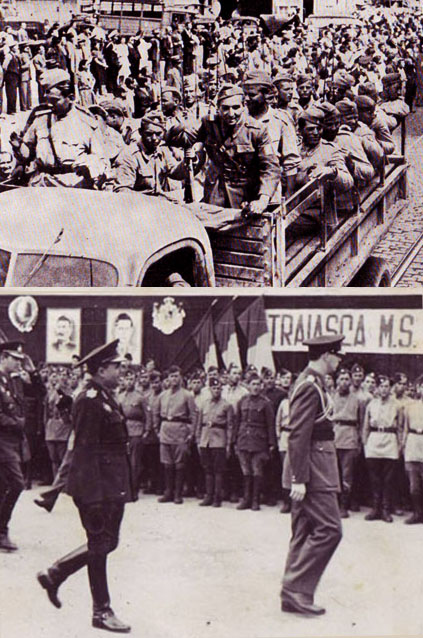
Acima: Entrada da Divisão Tudor Vladimirescu em Bucareste em agosto de 1944. Abaixo: O Rei Miguel I (à direita) passando as tropas em revista com o General Nicolae Cambrea.
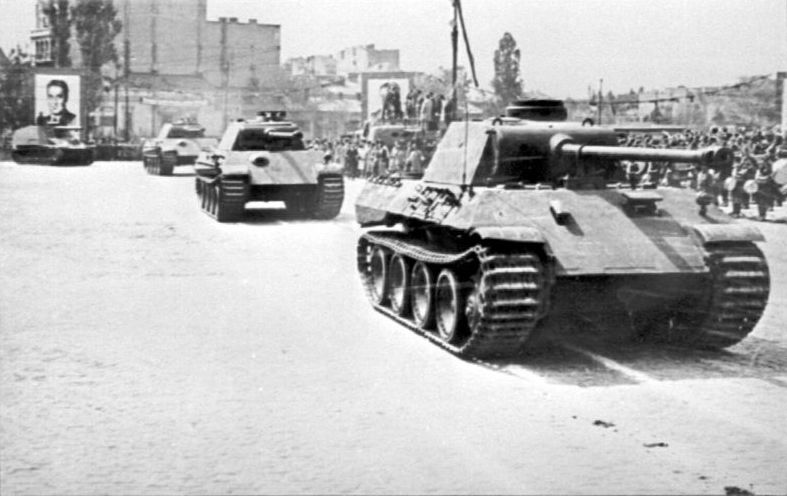
Tanques TV Pantera da Divisão Tudor Vladimirescu em Bucareste.